# 하네히가시촌
하네히가시촌(波根東村)은 일본 시마네현 아노군에 설치되었던 촌이다. 현재의 오다시의 일부에 해당한다.